# 히가시쿠비키군

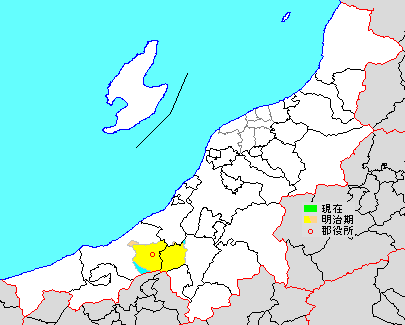
니가타현 히가시쿠비키군의 범위(하늘색:후에 다른군에서 편입된 구역 연노랑:후에 다른 군에 편입된 구역)

히가시쿠비키군(東頸城郡)은 일본 니가타현에 있던 군이다.

## 군역
1879년 행정 구역으로 발족 당시의 군역은 아래 구역에 해당한다.
- 조에쓰시의 일부
- 도카마치시의 일부
- 가시와자키시의 일부

## 역사
- 1879년 4월 9일 - 군구정촌 편제법이 니가타현에서 시행되면서, 구비키군의 167촌으로 행정 구역으로서의 히가시쿠비키군이 발족.
- 1889년 4월 1일 - 정촌제 시행으로 아래의 정촌이 발족.(33촌)

- 야스즈카촌(安塚村), 나카가와촌(中川村), 쓰키카게촌(月影村), 나카호쿠라촌(中保倉村), 시모호쿠라촌(下保倉村), 스에히로촌(末広村), 호쿠라촌(保倉村), 아사히촌(旭村), 미네촌(嶺村): 현 조에쓰시
- 기타야마촌(北山村): 현 가시와자키시, 도카마치시
- 기타다이라촌(北平村), 마쓰다이라촌(松平村): 현 도카마치시
- 미네카타촌(峰方村): 현 도카마치시, 가시와자키시
- 이사와촌(伊沢村), 마쓰노야마촌(松之山村), 마쓰사토촌(松里村), 누노카와촌(布川村), 우라다촌(浦田村), 누나가와촌(奴奈川村): 현 도카마치시
- 오시마촌(大島村), 모토호쿠라촌(元保倉村), 니카미촌(仁上村), 후나쿠라촌(船倉村), 스가와촌(須川村), 모오기다이라촌(真荻平村), 도요사카촌(豊坂村), 유쿠노촌(行野村), 고기리도촌(小切戸村), 누마키촌(沼木村), 가와카미촌(川上村), 사토미촌(里見村), 가와베촌(川辺村), 오키미촌(沖見村): 현 조에쓰시
- 일부가 나카쿠비키군 메이지촌이 됨.

- 1897년
  - 4월 16일 - 기타야마촌의 일부가 기타다이라촌에 편입.
  - 11월 15일 - 스에히로촌의 일부가 나카쿠비키군 메이지촌에 편입.
- 1901년 11월 1일 - 아래의 정촌 통합이 이뤄지다. 모두 신설합병.(14촌)

- 야스즈카촌 ← 야스즈카촌(일부), 쓰키카게촌, 나카호쿠라촌, 나카가와촌
- 고구로촌(小黒村) ← 고기리도촌, 누마키촌, 유쿠노촌, 야스즈카촌(일부)
- 히시자토촌(菱里村) ← 후나쿠라촌, 도요사카촌, 모오기다이라촌, 스가와촌
- 시모호쿠라촌 ← 시모호쿠라촌, 스에히로촌
- 마쓰다이촌(松代村) ← 미네카타촌, 마쓰다이라촌, 이사와촌
- 야마다이라촌(山平村) ← 기타야마촌, 기타다이라촌
- 마쓰노야마촌 ← 마쓰노야마촌, 마쓰사토촌, 누노카와촌
- 오시마촌 ← 오시마촌, 니카미촌, 모토호쿠라촌
- 아사히촌 ← 아사히촌, 미네촌
- 마키촌(牧村) ← 사토미촌, 가와카미촌, 가와베촌

- 1954년
  - 3월 31일 - 마쓰다이촌·山平村이 합병하여, 새로이 마쓰다이촌이 발족.(13촌)
  - 10월 1일 - 마쓰다이촌이 정제 시행으로 마쓰다이정(松代町)이 됨.(1정 12촌)
  - 11월 1일 - 마키촌·오키미촌이 합병하여, 새로이 마키촌이 발족.(1정 11촌)
- 1955년
  - 3월 31일(1정 6촌)
    - 마쓰노야마촌·우라다촌이 합병하여, 새로이 마쓰노야마촌이 발족.
    - 히시자토촌·고구로촌 및 야스즈카촌의 일부가 합병하여, 새로이 야스즈카촌이 발족.
    - 시모호쿠라촌 및 야스즈카촌의 잔여부가 합병하여, 우라가와라촌(浦川原村)이 발족.
    - 오시마촌·호쿠라촌·아사히촌이 합병하여, 새로이 오시마촌이 발족.

  - 8월 1일 - 야스즈카촌이 정제 시행으로 야스즈카정(安塚町)이 됨.(2정 5촌)
- 1958년 11월 1일 - 마쓰노야마촌이 정제 시행으로 마쓰노야마정(松之山町)이 됨.(3정 4촌)
- 1959년 1월 1일 - 누나가와촌이 마쓰다이정에 편입.(3정 3촌)
- 1967년 4월 1일 - 마쓰다이정이 나카우오누마군 가와니시정의 일부를 편입.
- 1985년 4월 1일 - 마쓰다이정의 일부가 가리와군 다카야나기정에 편입.
- 2005년
  - 1월 1일 - 야스즈카정·우라가와라촌·오시마촌·마키촌이 조에쓰시에 편입.(2정)
  - 4월 1일 - 마쓰다이정·마쓰노야마정이 도카마치시 및 나카우오누마군 가와니시정·나카사토촌과 합병하여, 새로이 도카마치시가 발족. 이날 히가시쿠비키군은 폐지됨.

## 참고 문헌
- 《가도카와 일본 지명 대사전》 편집위원회, 편집. (1989년 9월 1일). 《가도카와 일본 지명 대사전》. 15 니가타현. 가도카와 쇼텐. ISBN 4040011503.

## 같이 보기
- 구비키군
- 나카쿠비키군
- 니시쿠비키군